# 福建电影制片厂

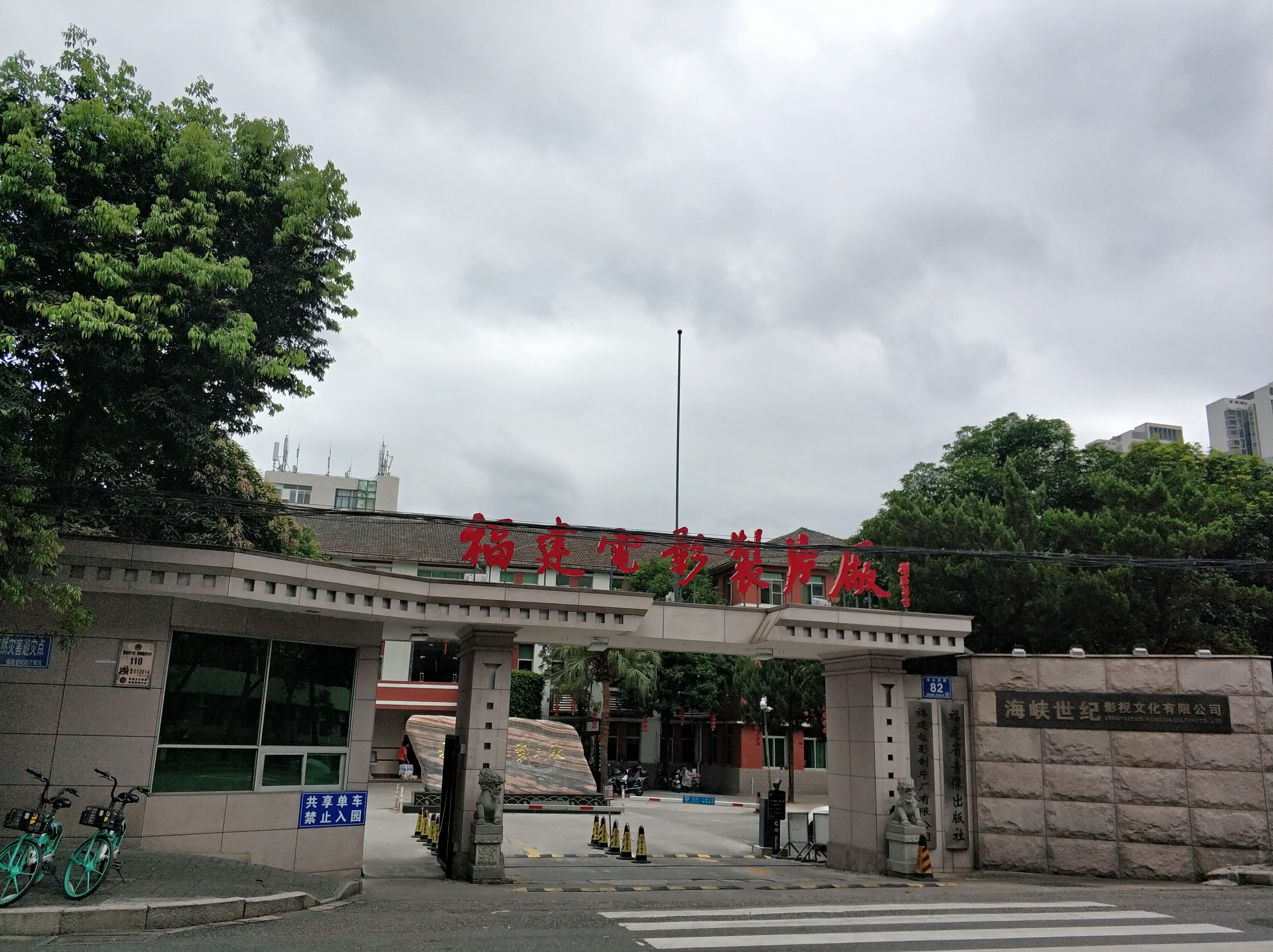
福建电影制片厂南门

福建电影制片厂是中华人民共和国一家电影制片厂，1958年7月成立于福建省福州市。

## 代表作品
- 《富貴長春》（1994年）
- 《小城春秋》
- 《棒球少年》
- 《英雄郑成功》
- 《木棉袈裟》